# Scrancia vaga
Scrancia vaga är en fjärilsart som beskrevs av Sergius G. Kiriakoff 1962. Scrancia vaga ingår i släktet Scrancia och familjen tandspinnare. Inga underarter finns listade.